# 現金殖利率
現金殖利率（英語：Dividend yield）的定義是每股股息（現金股利）除以每股股價，通常以百分比表示。
例：現金股利為1元，股價20元，則現金殖利率為5%；若來年配息仍為1元，股價已至25元，則現金殖利率降為4%。
若股票的現金殖利率大於定期存款的利率，一般會稱為「定存概念股」。

## 公式
殖利率 = (股息÷股價) × 100%
〖註〗
股價：
1. 已買入股票，可以取買進時的股價。
2. 未買入股票，可以取除息前一日的收盤價（如：要計算過去每年的殖利率時）。
3. 僅僅預估時，可以取預估日期的收盤價。
4. 以發放年度平均股價，計算年均殖利率。